# Французская тресочка
Французская тресочка, или люска (лат. Trisopterus luscus), — вид морских лучепёрых рыб из семейства тресковых. Распространены в восточной части Атлантического океана. Морские бентопелагические рыбы. Максимальная длина тела 46 см.

## Описание
Тело вытянутое, овальной формы, сужается к хвостовому стеблю, покрыто циклоидной чешуёй. Максимальная высота тела больше длины головы. Нижняя челюсть короче верхней. Глаза большие, их диаметр равен длине рыла. Подбородочный усик хорошо развит. Три спинных плавника, с небольшими промежутками между основаниями. Два анальных плавника, их основания соприкасаются. Основание первого анального плавника длинное, в два раза превышает длину основания первого спинного плавника. Окончания грудных плавников заходят за начало первого анального плавника. В брюшных плавниках есть удлинённые лучи. Хвостовой плавник с небольшой выемкой. Боковая линия полная, тянется от головы до хвостового стебля. На голове есть поры боковой линии.

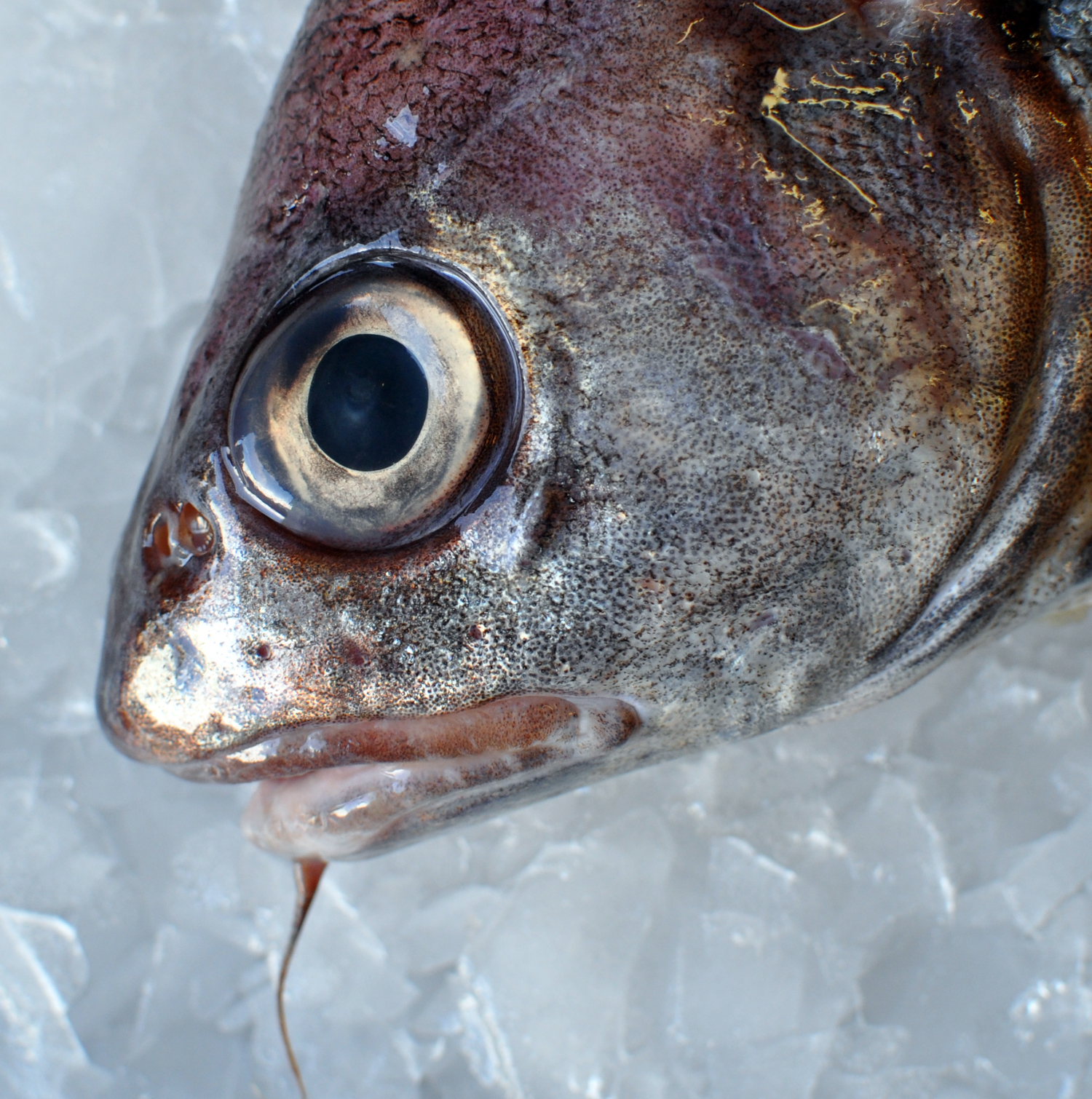
Голова люски

Верхняя часть тела светло-коричневая, бока сероватые, нижняя часть тела серебристая. По бокам тела проходят четыре или пять широких поперечных полос. У основания грудного плавника тёмное пятно.
Максимальная длина тела 46 см, обычно до 30 см.

## Биология
Морские бентопелагические стайные рыбы. Обитают на континентальном шельфе над песчаными и илистыми грунтами на глубине 100 м. В нерестовый период подходят ближе к берегу на глубины менее 50 м. Иногда встречаются в эстуариях. Питаются ракообразными, мелкими рыбами, моллюсками и полихетами. Впервые созревают в возрасте 1 года. В Атлантическом океане нерестятся в декабре — апреле с пиком в марте — апреле. В Средиземном море нерест наблюдается с января до июля. Растут довольно быстро, к концу первого года жизни достигают длины тела 21—25 см. Максимальная продолжительность жизни 4 года.

## Ареал
Распространены в восточной части Атлантического океана от Норвегии до Марокко, включая Скагеррак и все близлежащие острова. В Средиземном море встречаются в западной части.